# Кара, Исмаил
Исмаил Кара (тур. İsmail Kara, род. 1955) — турецкий религиовед. Специалист по исламским движениям.

## Биография
Родился в 1955 году в селении Гюнейдже. У Исмаила было два старших брата. Его отец Мехмет, более известный как «Кутуз-Ходжа», был имамом. Окончив в 10 лет начальную школу начал учить наизусть Коран. Став через два года обучения хафизом, в 1967 году поступил в школу имам-хатыбов в Ризе.
В 1969 году перевёлся в стамбульскую школу имам-хатыбов. В Стамбуле Исмаил вместе со своим братом, учившимся в той же школе, часто посещал издательство правого журнала «Движение» (тур. Hareket), издаваемого Нуреттином Топчу. Во время этих визитов он познакомился с Эмином Ышиком, Яшаром Нури Озтюрком, Ахметом Табакоглу, Халитом Рефигом, Метином Эрксаном и Мехметом Капланом.
В течение 15 лет преподавал религию во французском лицее святой Пульхерии. С 1995 года преподает на факультете богословия университета Мармара.

## Научный вклад
Специалист по исламским движениям. Наиболее известная его работа — ставший классическим учебником трёхтомник «Türkiye’de İslamcılık Düşüncesi: Metinler, Kişiler». Написал ряд статей для созданной Диянетом «Исламской энциклопедии»